# The Friendly Ghost
The Friendly Ghost és un dibuix animat de Famous Studios estrenat el 16 de novembre de 1945 com a part de la sèrie de curtmetratges d'animació Noveltoons. És el primer dibuix animat que presenta el personatge Casper el fantasma amigable.

## Trama
Es veu a Casper llegint el llibre How to Win Friends, un llibre real de Dale Carnegie. Cada nit a mitjanit els seus germans i germanes espanten la gent, excepte en Casper, que no vol espantar la gent, així que es queda a casa; ja que preferiria fer amistat amb els vius. Mentre la seua família està espantant la gent, en Casper s'acomiada del seu gat i marxa de casa.
L'endemà al matí, es troba amb un gall a qui diu hola, però el gall es retira. En Casper es troba a continuació amb un talp. Al principi, el talp està content de fer-se amic seu, però quan es posa ulleres, veu que en Casper és un fantasma i torna a saltar al seu cau. Més tard, en Casper coneix un ratolí i un gat (que s'assemblen a Herman i Katnip) i fugen al graner en vore'l. Llavors, en Casper veu un ramat de gallines que volen amb el seu galliner i li esquitxen els ous.
A prop d'unes vies del ferrocarril, en Casper es posa trist perquè els seus intents de fer amics han estat infructuosos perquè és només un vell fantasma espantós. Quan sent el xiulet d'un tren decideix suïcidar-se fent atropellar el tren, aparentment oblidant que ja està mort. Després que el tren passe sobre Casper sense fer-li mal, comença a plorar. Llavors s'acosten un xiquet i una xiqueta anomenats Johnny i Bonnie que volen jugar amb ell, la qual cosa fa que en Casper siga molt feliç.
Després d'un joc de pilota i saltar a la corda, la Bonnie i el Johnny presenten en Casper a la seua mare, que en vore'l crida i li diu a Casper que se'n vaja. En Casper agafa el seu sac i està a punt d'entrar per la porta quan un banquer l'obre. El banquer ordena a Casper que li diga a la mare que ha vingut per cobrar la hipoteca, però llavors s'adona que Casper és un fantasma. Aterrit, arrenca la hipoteca i li diu a Casper que se la quede (perquè no vol tindre una casa "embruixada" al mercat) i fuig espantat, tan ràpid que incendia un pont.
Desanimat, Casper decideix tornar a casa amb la seua família, acceptant que mai serà una altra cosa que un vell fantasma espantós sense amics. Està a punt de marxar desesperat quan la mare el recull amb un somriure a la cara, acceptant-lo per salvar-la a ella i als fills de la recuperació de sa casa. El curt conclou amb la mare veient a Casper amb roba d'escolar, amb Bonnie i Johnny anant junts a l'escola.

## Repartiment de veu
- Frank Gallop com el narrador
- Walter Tetley com a Casper
- Cecil Roy com a Bonnie
- Mae Questel com la mare
- Jackson Beck com el propietari
- Jack Mercer com a Ghost, Rooster
- Purv Pullen com les gallines

## Llegat
Tot i ser dissenyat com un personatge no recurrent, l'aparició de Casper en el curt va provocar una sèrie d'aparicions futures com a element bàsic per a Famous Studios i Paramount, incloent-hi la seua pròpia sèrie de curtmetratges d'animació. Casper ha estat considerat com un "personatge fantasma sobrenatural icònic a la literatura infantil i la televisió". L'estrena del curt el 1945, segons Nathalie Op de Beeck, va coincidir amb el final de la Segona Guerra Mundial i, posteriorment, va reflectir els temps amb les seues imatges, ja que afirma que "[l]a pel·lícula vincula l'horror sobrenatural amb un reconeixement de l'armament real".

## Estat dels drets d'autor
El curt, tot i estar protegit per copyright, va passar a domini públic perquè no va ser renovat.